# Autoroute A8 (Autriche)
Pour les articles homonymes, voir A8 et Autoroute A8.
L'autoroute autrichienne A8 (en allemand : Innkreis Autobahn (A8) ou Autoroute Innkreis) est un axe autoroutier situé en Autriche, qui relie Sattledt à Suben et à l'Allemagne.